# ماكس رادين
ماكس رادين (بالإنجليزية: Max Radin)‏ هو مؤرخ قانوني ‏ أمريكي، ولد في 29 مارس 1880 في Kępno ‏ في بولندا، وتوفي في 22 يونيو 1950 في بيركيلي في الولايات المتحدة.

## وصلات خارجية
- ماكس رادين على موقع الموسوعة البريطانية (الإنجليزية)